# Golgathakreuz
Ein Golgathakreuz, auch Golgothakreuz, Golgatakreuz oder Kalvarienkreuz, ist ein christliches Symbol und kommt als Wappenfigur in der Heraldik vor. Zwei Formen sind bekannt. 
Eine Kreuzform ist das Stufenkreuz, bei dem maximal drei Stufen als Kreuzstandpunkt gewählt werden. Bei der anderen Form steht das Kreuz auf einer aufgewölbten Linie, die einen Berg symbolisieren soll. Heraldisch wird oft ein Dreiberg gewählt. Das Kreuz bezieht sich auf den biblischen Ort Golgatha und auf die Kalvarientradition, die beispielsweise auf Kreuzwegen die Leidensstationen Jesu Christi nachzeichnet.

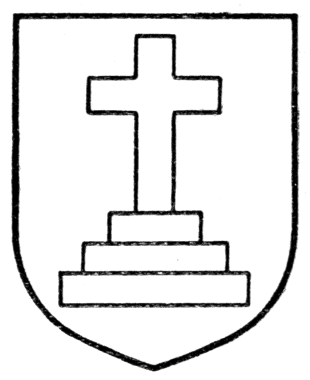
Version 1 (Stufenkreuz)
Version 2